# Церковь Святого Григора (Гах)
Церковь Святого Григора (арм. Սուրբ Գրիգոր եկեղեցի) — ныне утраченная армянская церковь, основанная в XII—XIII веках, располагавшаяся в центре села Гах Джульфинского района Нахичеванской Автономной Республики Азербайджана. Была полностью разрушена к 7 октябрю 2001 года, что запечатлено на спутниковом снимке QuickBird-2.

## История
Точная дата постройки церкви неизвестна. Она вероятно была основана в XII—XIII веках. В 1658—1659 года реконструировалась.

## Устройство церкви
Церковь представляла собой базилику с крестообразной крышей, состояла из нефа и двух проходов, семигранной апсиды с двухъярусными ризницами по обе стороны. Также имелся притвор с западной части. Четыре столба поддерживали крышу и купол. Церковь украшали настенные росписи, а также армянская надпись на западном фасаде.